# Conseil d’hygiène de la province de Québec
 (août 2022).
Si vous disposez d'ouvrages ou d'articles de référence ou si vous connaissez des sites web de qualité traitant du thème abordé ici, merci de compléter l'article en donnant les références utiles à sa vérifiabilité et en les liant à la section « Notes et références ».
En 1887, le Gouvernement du Québec officialise la création du Conseil d’hygiène de la province de Québec (CHPQ), un organisme central de surveillance et de contrôle des activités de santé publique dont l'application revenait partiellement aux municipalités.

## Histoire

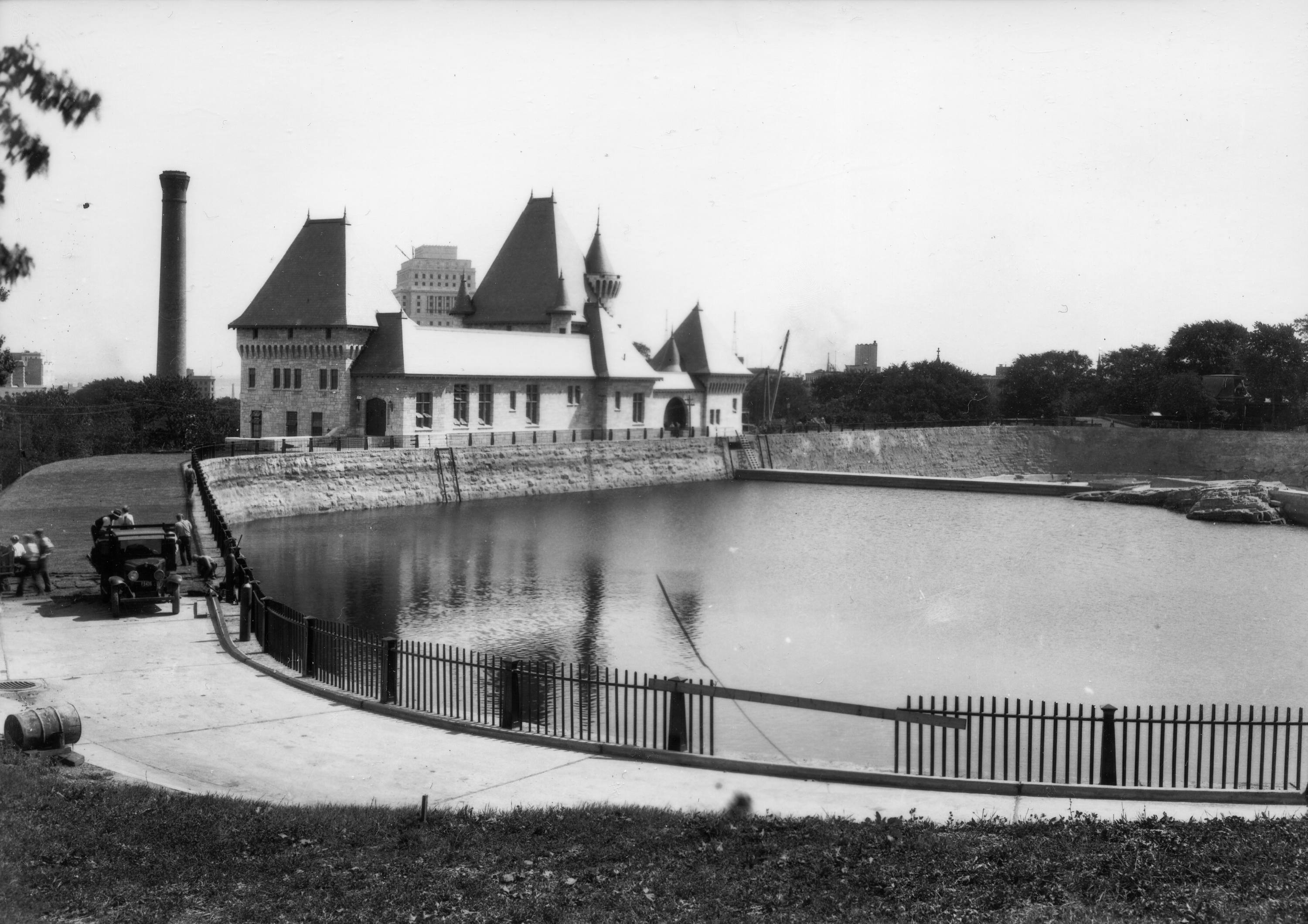
Réservoir McTavish - 1931

Le Conseil d’hygiène vise a superviser les différentes  organisations municipales, aidées par les médecins hygiénistes visant à donner des conseils en publiant des revues pour informer les citoyens sur  l’hygiène du corps afin d'éviter les épidémies qui frappaient régulièrement surtout dans les grandes villes depuis plusieurs décennies. L'eau était pris dans les rivières, le fleuve, les fontaines d'eau installées par la ville. Plus tard Les municipalités ont la responsabilité de fournir l'eau potable, au début par des points d'eau à plusieurs endroits de la ville; les personnes  plus aisées utilisaient des scieurs de bois et porteurs d'eau aux Québec. Plus tard à Montréal le système se modernise par le Canal de l'Aqueduc (1856) et le Réservoir McTavish (1856). Les premiers bains publics apparaissent à Montréal en 1880 pour la population en général mais existent déjà à Québec depuis 1817 pour les élites, laquelle prend l'eau potable dans le Lac Saint-Charles. L'eau est purifié depuis  1918 et l’usine Atwater a été modernisée et agrandie de nombreuses fois depuis.

## Système égout
Au début du XIXe siècle, la rivière Saint-Pierre fut le premier égout à ciel ouvert de la ville de Montréal. À mesure que la population augmentait, un plan de construction des égouts de Montréal permit d'améliorer le système dont les travaux commencent en 1862 et vont s'étaler jusqu'en 1867.